# Antonio Díaz Cascajosa
Antonio Díaz Cascajosa   (Badia del Vallès, 9 de juliol de 1986), conegut com a El Mago Pop, és un il·lusionista català. Amb 17 anys va portar al teatre els seus primers espectacles. El 2008, quan en tenia 22, va rebre el Premio Nacional de Màgia.
El 2013, va debutar a televisió quan Discovery Max (DMax) va emetre el programa «El Mago Pop», un especial que va superar els 800.000 espectadors i va arribar al 4,8% de quota de pantalla. L’èxit de l’emissió va fer que DMax estrenés després una temporada completa que s'ha emès en 150 països d’arreu del món. En el programa va mostrar la seva màgia a personalitats com Stephen Hawking, Ferran Adrià i Nick Mason. El 17 de desembre de 2013, després de debutar a la televisió, va estrenar al Teatre Borràs «La gran ilusión».
El 25 de març de 2014, es va teletransportar a Nova York en el programa En el aire d'Andreu Buenafuente, aconseguint una gran repercussió estatal i internacional. Diversos mitjans internacionals consideren Antonio Díaz un dels il·lusionistes joves amb més projecció al món. Entre 2016 i 2019 es va convertir en l'artista més taquiller d'Espanya i d'Europa, amb més de 250 milions d'euros recaptats. El setembre de 2017 va estrenar Nada es imposible al teatre Rialto de Madrid.
Durant 2016 i 2017 va realitzar programes per Discovery Channel, on va ser entrevistat per Don Francisco, presentador dels Estats Units. El 2017 i 2018 va ser l'artista que més entrades va vendre a Espanya i l'Il·lusionista més taquiller d'Europa. A l'octubre de 2019 el seu espectacle Nada es imposible es va convertir en l'espectacle amb major prevenda de la història d'Espanya, superant el Rey León de Madrid.
L'1 de juliol de 2019 Antonio Díaz va adquirir el Teatre Victòria de Barcelona a l'empresa «3 per tres" (Composta per Dagoll Dagom, Tricicle i Anexa) per una quantitat propera als 30 milions d'euros.
El 2020, Antonio Díaz volia portar el seu espectacle a Nova York. El 2023, va aconseguir el seu objectiu quan a l'agost va estrenar el seu espectacle Nada es imposible (en anglès) al Teatre Barrymore del districte de Broadway, a Nova York.
El 2023 guanya un Record Guiness com ha l'artista que ha recaudat més diners (2.7 milions € en una setmana) en la història de Broadway